# Спорт в Азербайджані

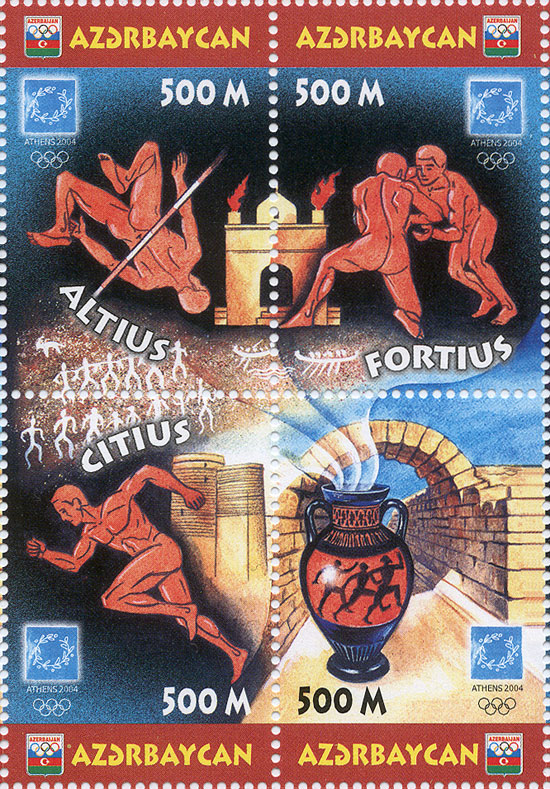
Поштова марка Азербайджану, присвячена літнім Олімпійським Іграм в Афінах-2004.

Указом Президента Азербайджанської Республіки Ільхама Алієва від 4 березня 2005 року, враховуючи значення і роль фізичної культури в охороні та зміцненні здоров'я азербайджанського народу, фізичному розвитку молоді, досягненні спортивної честі країни ще вищих вершин на міжнародній арені, щорічно 5 березня в Азербайджанській Республіці відзначається як «День фізичної культури і спорту».

## Статистика завойованих медалей
Спорт в Азербайджані стрімко розвивається, і тому приклад виступу азербайджанських спортсменів і зміцненні спортивної інфраструктури в Азербайджані. Тільки у 2007 році азербайджанські спортсмени завоювали на міжнародних змаганнях більше 300 медалей, 127 з яких — золоті. 127 медалей завойовані в олімпійських видах спорту. На Олімпійських іграх у Пекіні, Сіднеї та Афінах азербайджанські спортсмени завоювали 15 медалей, серед яких 4 золоті.

## Спортивна інфраструктура
В Азербайджані розвиваються як олімпійські, так і неолімпійські види спорту. З ініціативи Національного Олімпійського Комітету Азербайджану з 2000 року в Азербайджані, особливо в регіонах, будуються і передаються у розпорядження спортсменів спортивні комплекси, що відповідають найвищому рівню. Дотепер[коли?] побудовано 15 олімпійських спортивних комплексів, триває будівництво ще 16-ти. В Олімпійських комплексах, розташованих у регіонах, проводяться міжнародні змагання світового рівня.

## Міжнародні змагання
В останні роки в Азербайджані було проведено ряд представницьких міжнародних змагань — чемпіонати світу і Європи з художньої гімнастики та боротьби. Число країн, що брали участь у чемпіонаті світу з боротьби, досягло 103. Найбільших успіхів добиваються азербайджанські гімнасти і борці. Так, наприклад, виступаючи на Чемпіонаті Європи з дзюдо серед юніорів 2009, що пройшов у Єревані, всі п'ятеро спортсменів, які представляли Азербайджан, завоювали медалі.

### З виступу пана Жака Рогге
Кілька років тому колишній президент Європейського Олімпійського Комітету пан Рогге в одному зі своїх виступів на засіданні Європейського Олімпійського Комітету сказав, що діяльність Національного Олімпійського Комітету Азербайджану може служити прикладом для всіх інших олімпійських комітетів.

## Соціальні умови
У цей час увага, проявляється в Азербайджані до спорту, знаходиться на дуже високому рівні. Вирішуються побутові проблеми спортсменів. За підсумками кожного року більш 20 спортсменам надаються квартири, виявляється інша допомога спортсменам, спортивним фахівцям, тренерам.

## Спортивні федерації Азербайджану
- Федерація з веслування на байдарках і каное Азербайджану
- Федерація важкої атлетики Азербайджану
- Федерація кінного спорту Азербайджану
- Федерація стрільби Азербайджану
- Федерація атлетики Азербайджану
- Федерація бадмінтону Азербайджану
- Федерація баскетболу Азербайджану
- Федерація айкідо Азербайджану
- Федерація дзюдо Азербайджану
- Федерація регбі Азербайджану
- Федерація гімнастики Азербайджану
- Федерація боротьби Азербайджану
- Федерація гандболу Азербайджану
- Федерація боксу Азербайджану
- Федерація стрільби з лука Азербайджану
- Федерація з хокею на траві Азербайджану
- Федерація зимових видів спорту Азербайджану
- Федерація настільного тенісу Азербайджану
- Федерація рапіри Азербайджану
- Федерація тайквандо Азербайджану
- Федерація тенісу Азербайджану
- Федерація плавання Азербайджану
- Федерація велосипедного спорту Азербайджану
- Федерація волейболу Азербайджану
- Федерація вітрильного спорту Азербайджану
- Асоціація футбольних федерацій Азербайджану
- Асоціація професійних видів єдиноборств Азербайджану
- Національна федерація карате Азербайджану
- Національна федерація джиу-джитсу Азербайджану
- Федерація шахів Азербайджану